# Nemopoda nitidula

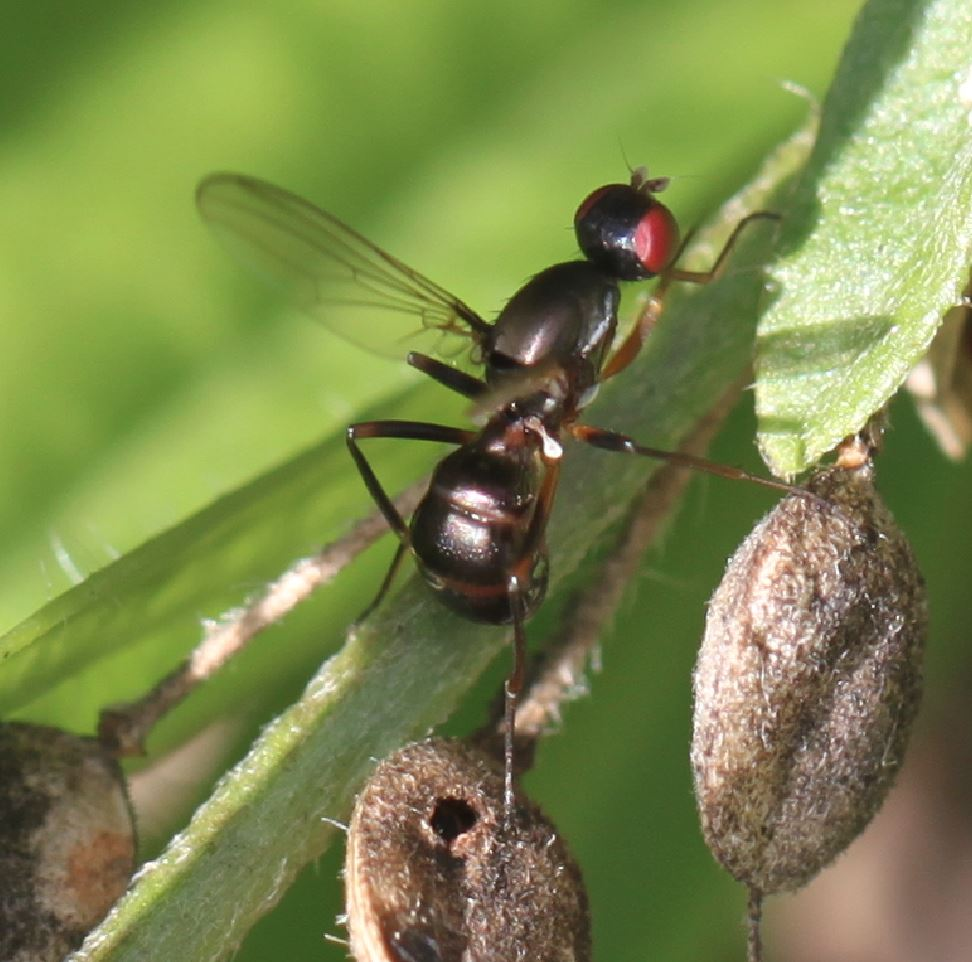

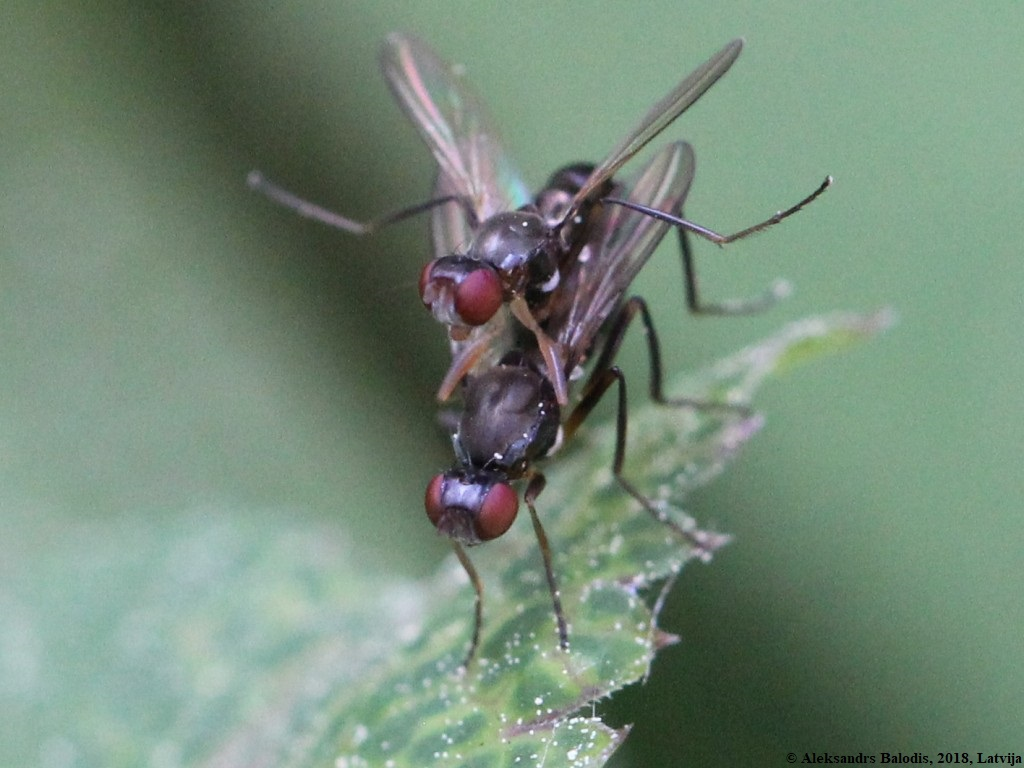
Paarung

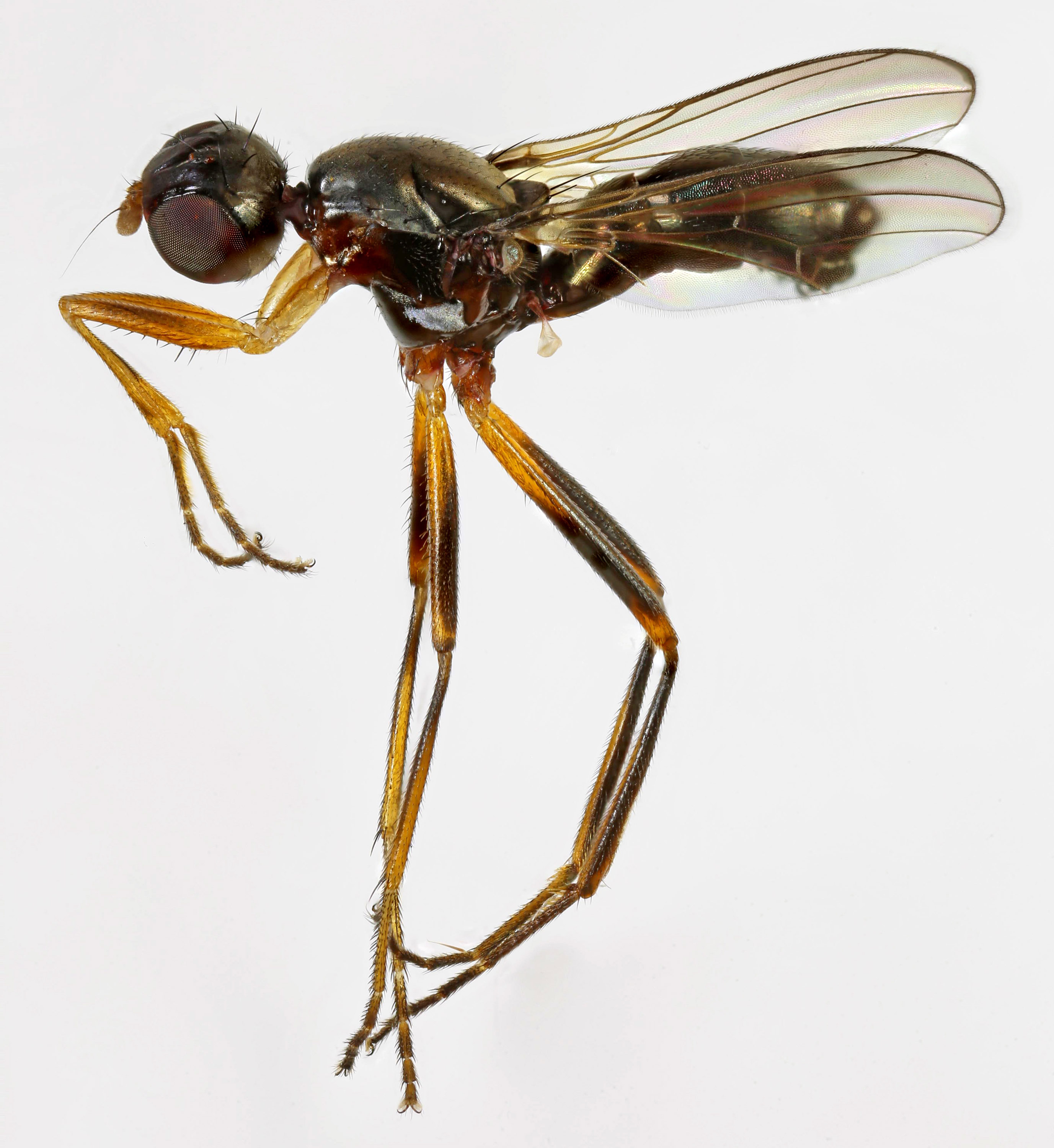
Präparat

Nemopoda nitidula ist eine Art aus der Familie der Schwingfliegen (Sepsidae). Die Art wurde 1820 von Carl Fredrik Fallén als Musca nitidula erstbeschrieben.

## Merkmale
Die Fliegen erreichen eine Körpergröße von etwa 4,5 mm. Zur Tarnung vor Feinden bedient sich die Fliegenart der Mimikry. Die Fliegen ähneln vom Aussehen stark Ameisen. Die schwarz glänzenden Fliegen besitzen leuchtend dunkelrote Augen. Über die Frons verlaufen zwei bräunlichrote Längsstriemen. Die Fühler sind gelbbraun. Die mesopleuralen Borsten sind gut entwickelt. Die Tergite weisen gelbbraune Hinterränder auf. Die Vorderbeine sind meist vollständig gelbbraun. Die mittleren Femora sind an der Basis gelbbraun, ansonsten schwarz. Die mittleren Tibien sind an der Basis dunkel, ansonsten gelbbraun. Die hinteren Femora sind an der Basis und am apikalen Ende gelbbraun, ansonsten schwarz. Die hinteren Tibien sind dunkel. Die vorderen Femora der Männchen besitzen an der Unterseite eine Reihe von 10–12 langen Dornen. Außerdem weisen deren hintere Trochanter zwei starke Dornen an der Innenseite auf. Die durchsichtigen Flügel besitzen kein Flügelmal.

## Verbreitung
Nemopoda nitidula besitzt eine holarktische Verbreitung. In Europa ist die Art weit verbreitet. In Asien reicht ihr Vorkommen bis nach Zentralasien und im Osten bis nach Japan. In der Nearktis (Nordamerika) kommt sie an der Ostküste von Neufundland bis Virginia, im Mittelwesten von Ontario bis nach Wisconsin und Illinois, sowie an der Westküste in British Columbia, Washington und Alberta vor. Des Weiteren ist die Art in der Afrotropis vertreten, dort in der Demokratischen Republik Kongo.

## Lebensweise
Die Fliegen beobachtet man von April bis September. Sie besiedeln verschiedene Lebensräume und ernähren sich von Honigtau und Nektar. Die Fliegenlarven entwickeln sich im Kot und Dung. Man findet sie aber auch im Detritus (zerfallene organische Substanz im Boden) oder im Fruchtkörper von Pilzen.

## Bedeutung
In der Forensik kann Nemopoda nitidula neben anderen Diperen ggfs. wichtige Hinweise liefern.

## Videoclips
- https://www.youtube.com/watch?v=Q7b6M9ilCYQ – Nemopoda nitidula (Sepsidae)
- https://www.youtube.com/watch?v=Z1eWftJrU2M – Themira + Nemopoda